# Maurizio Piovani
Pour les articles homonymes, voir Piovani.
Maurizio Piovani, né le 17 juillet 1959 à Crémone (Lombardie), est un coureur cycliste italien, professionnel de 1981 à 1992. Il devient par la suite directeur sportif, notamment pour l'équipe Lampre.

## Palmarès
- 1977
  - Coppa Ardigò
  - Trophée Luigi Masseroni
- 1979
  - Circuito del Porto-Trofeo Arvedi
  - 2e du Gran Premio Industria e Commercio Artigianato Carnaghese
- 1980
  -  Champion d'Italie sur route amateurs
  - Tour du Frioul-Vénétie Julienne
  - Coppa Città del Marmo
  - Trofeo Caduti Medesi
  - 2e du Circuito del Porto-Trofeo Arvedi
  - 3e du Trofeo Caduti di Soprazocco
  - 3e du Tour de Lombardie amateurs
- 1983
  - 2e de la Coppa Bernocchi
- 1985
  - 2e étape du Tour d'Italie (contre-la-montre par équipes)
  - 2e de la Cronostaffetta
- 1986
  - 3e étape du Tour d'Italie (contre-la-montre par équipes)
  - Cronostaffetta (contre-la-montre par équipes)
- 1987
  - Cronostaffetta (contre-la-montre par équipes)
- 1988
  - 4eb étape du Tour d'Italie (contre-la-montre par équipes)
  - Cronostaffetta (contre-la-montre par équipes)
- 1990
  - 3e de la Coppa Placci

## Résultats sur les grands tours

### Tour d'Italie
11 participations
- 1981 : 45e
- 1982 : 48e
- 1983 : 96e
- 1984 : 44e
- 1985 : 65e, vainqueur de la 2e étape (contre-la-montre par équipes)
- 1986 : 85e, vainqueur de la 3e étape (contre-la-montre par équipes)
- 1988 : 70e, vainqueur de la 4eb étape (contre-la-montre par équipes)
- 1989 : 50e
- 1990 : 60e
- 1991 : 38e
- 1992 : 89e

### Tour de France
1 participation
- 1987 : 120e

### Tour d'Espagne
2 participations
- 1989 : 75e
- 1990 : non-partant (15e étape)